# 나탈리아 가이탄
나탈리아 가이탄 라과도(스페인어: Natalia Gaitán Laguado, 1991년 4월 3일 ~ )는 콜롬비아의 여자 축구 선수이다. 포지션은 미드필더이며, 현재 스페인 프리메라 디비시온 페메니나의 발렌시아 CF 페메니노에서 활동하고 있다.

## 클럽 경력
나탈리아 가이탄은 2001년부터 2007년까지 보고타에 위치한 골 스타 스쿨 산하 청소년 축구 클럽인 인테르나시오날 데 보고타 클루브에서 선수 생활을 시작했으며 2009년부터 2012년까지 미국 털리도 대학교 산하 털리도 로케츠 여자 축구단에서 활동했다.
나탈리아 가이탄은 2013년부터 2014년까지 스페인 프리메라 디비시온 페메니나에 소속되어 있던 여자 축구 클럽인 트란스포르테스 알카이네(현재의 사라고사 CFF)에서 활약했고 2014년에는 미국 유나이티드 위민스 사커 소속 여자 축구 클럽인 휴스턴 에이시스에서 활약했다. 2015년 9월에는 스페인 프리메라 디비시온 페메니나 소속 여자 축구 클럽인 발렌시아 CF 페메니노로 이적했다.

## 국가대표 경력
나탈리아 가이탄은 2008년에 콜롬비아 여자 U-17 축구 국가대표팀 선수로 활동했으며 칠레에서 개최된 2008년 남아메리카 U-17 여자 축구 선수권 대회에서 콜롬비아의 우승을 견인했다. 뉴질랜드에서 개최된 2008년 FIFA U-17 여자 월드컵에 참가했는데 콜롬비아는 조별 예선에서 2무 1패를 기록하면서 탈락했다.
나탈리아 가이탄은 2010년에 콜롬비아 여자 U-20 축구 국가대표팀 선수로 활동했고 콜롬비아에서 개최된 2010년 남아메리카 U-20 여자 축구 선수권 대회에서 콜롬비아의 준우승을 견인했다. 독일에서 개최된 2010년 FIFA U-20 여자 월드컵에서는 콜롬비아가 4위를 차지하는 데에 기여했다.
나탈리아 가이탄은 2차례의 FIFA 여자 월드컵(2011년, 2015년), 2차례의 하계 올림픽(2012년 런던 하계 올림픽, 2016년 리우데자네이루 하계 올림픽)에 참가했으며 특히 캐나다에서 개최된 2015년 FIFA 여자 월드컵에서는 콜롬비아의 16강전 진출에 기여했다. 페루 리마에서 개최된 2019년 팬아메리칸 게임에서는 콜롬비아의 여자 축구 금메달에 기여했다.